# دوري كرة القدم الإنجليزي 1947–48
دوري كرة القدم الإنجليزي 1947–48 (بالألمانية: Football League First Division 1947/48) هو موسم من دوري كرة القدم الإنجليزي. أقيم خلال الفترة 23 أغسطس 1947 وحتى 1 مايو 1948، وفاز فيه نادي أرسنال.